# Karl Forest

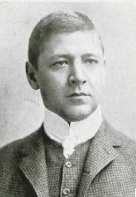
Karl Forest im Jahr 1904 in Berlin

Karl Forest, gebürtig Karl Alois Obertimpfler (* 12. November 1874 in Wien; † 31. Mai 1944 ebenda), war ein österreichischer Schauspieler und Theaterregisseur.

## Leben und Wirken
Der Sohn des Kaffesieders Carl Obertimpfler, Bruder von Lina Loos, stand im Alter von 17 Jahren erstmals auf der Bühne, im Alter von 19 Jahren erhielt er sein erstes festes Engagement am Stadttheater Passau. Über Karlsruhe, Aschaffenburg, Heilbronn, Czernowitz, Reichenberg (1898), München (1899) und Hamburg gelangte er Ende 1902 nach Berlin. Dort spielte er vorwiegend komische Rollen, zunächst am Deutschen Theater, danach gehörte er von 1904 bis 1916 dem Ensemble des Lessingtheaters an. Zuletzt war er am Deutschen Künstlertheater beschäftigt.
Im Herbst 1917 kehrte Forest nach Wien zurück und nahm eine Verpflichtung am dortigen Volkstheater an. Von 1919 bis 1921 spielte er am Burgtheater, 1921 wechselte er an das Raimundtheater, 1924 wieder an das Volkstheater. Dort wirkte er ab 1927 auch als Oberspielleiter. Seine wichtigsten Rollen übernahm er in Stücken von Franz Grillparzer, Gerhart Hauptmann, August Strindberg, Carl Sternheim und besonders Henrik Ibsen. Zu seinen Rollen zählten Pfeifer in Die Weber, Mortensgaard in Rosmersholm, der alte Ekdal in Die Wildente, Aslaksen in Ein Volksfeind, Tezel in Strindbers Luther, Zirkusdirektor in Frank Wedekinds Hidalla, Rudolf II. in Ein Bruderzwist in Habsburg, Malvolio in Was ihr wollt und Weihgast in Die letzten Masken. 1940 bis 1944 war er am Theater in der Josefstadt verpflichtet, wo er nur noch kleine Auftritte hatte.
Seit dem Ende des Ersten Weltkrieges wirkte Forest in verschiedenen Filmen mit. Eine seiner wenigen Hauptrollen spielte er 1929 als Feldmarschall Radetzky in dem Historienfilm Vater Radetzky. 
Karl Forest wurde im Rahmen der Euthanasie im Nationalsozialismus im Wiener Altenheim Lainz am letzten Maitag 1944 durch eine Luftinjektion ermordet.
Er war von 1917 bis 1923 mit der Schauspielerin Traute Carlsen verheiratet.
Im Jahr 1966 wurde in Wien-Donaustadt (22. Bezirk) die Forestgasse nach ihm benannt.

## Filmografie
| - 1919: Der Schriftmagier - 1919: Der letzte Knopf - 1921: Der Schlüssel zur Macht - 1922: Olga Frohgemut - 1922: Die Maske der Schuld - 1922: Schach dem Leben (Der Dämon des Grand Hotel Majestic) - 1923: Hoffmanns Erzählungen - 1923: Der Geldteufel - 1924: Ssanin - 1925: Pension Groonen - 1925: Der Rosenkavalier - 1926: Der Leibgardist (Der Gardeoffizier) - 1926: Die Königin vom Moulin Rouge - 1926: Der Feldherrnhügel - 1929: Vater Radetzky - 1929: Unschuld (Die kleine Veronika) | - 1930: Der falsche Feldmarschall - 1931: Der Zinker - 1931: Die Fledermaus - 1932: Mamsell Nitouche - 1932: Wehe, wenn er losgelassen - 1932: Die grausame Freundin - 1932: Der Hexer - 1933: Sonnenstrahl - 1933: Leise flehen meine Lieder - 1935: Lockspitzel Asew - 1935: Eva - 1936: Heut’ ist der schönste Tag in meinem Leben - 1936: Lumpacivagabundus - 1937: Florentine - 1939: Unsterblicher Walzer - 1939: Frau im Strom - 1940: Donauschiffer |